# Beslakhuba
Beslakhuba hay Baslakhuba (tiếng Abkhaz: Баслахә, tiếng Gruzia: ბესლახუბა) là một làng thuộc huyện Ochamchira, Abkhazia, Gruzia.